# 明石家さんまのラジオが来たゾ!東京めぐりブンブン大放送
『明石家さんまのラジオが来たゾ!東京めぐりブンブン大放送』（あかしやさんまのラジオがきたゾ!とうきょうめぐりブンブンだいほうそう）は、ニッポン放送の毎週土曜日の23:00 - 翌1:00の時間帯で放送されていたラジオ番組。
放送期間は1983年（昭和58年）5月から1988年（昭和63年）3月まで。

## 概要
明石家さんまがメインパーソナリティをつとめた生ワイドバラエティ番組。当初はタイトル通り都内各所に出没してそこから生放送をしていたが、やがて有楽町のスタジオからの放送になった。
笑福亭鶴光のオールナイトニッポンの「膝がわり」的な性格もあり、結構色っぽい話題を中心にしていた。このためノベルティ（リスナーへのプレゼント）は、ブンブンこけし（女性リスナー向け）、ブンブンたこつぼ（男性リスナー向け）などというものがあった。
テーマ曲はJack Mack & The Heart Attack「Hooray for the City（我が街万歳）」。「笑いにチャレンジ!夜は龍宮城」のBGMはクール・アンド・ザ・ギャングの「Open Sesami」。 
この番組終了後、ニッポン放送サイドとの軋轢・確執（明石家さんま オールニッポン お願い!リクエスト#番組概要の項も参照）もあって、さんまは2017年まで優に29年間もニッポン放送にパーソナリティとしては出演しなかった（ゲストとしては複数ある）。2017年以降は聴取率調査期間（スペシャルウィーク）に『ショウアップナイター』の枠を使って『明石家さんま オールニッポン お願い!リクエスト』と題した特別番組を定期的に放送している。

## パーソナリティ
- メイン：明石家さんま
- アシスタント
  - 岡本かおり（初代、1984年10月まで）
  - 古沢みづき（2代目、1984年11月[2]から最終回まで）
- その他
  - ラッシャー板前
  - 大倉利晴（構成作家）

## タイムテーブル
（）
- 23:00 さんまは夜ひらく!（フリートークなど）
- 23:30 笑いにチャレンジ!夜は龍宮城
- 0:00 SUPER ME HER さんまのアイドル丸かじり（ゲストコーナー）
- 0:30 ロッテヤンスタNo1

### 主なコーナー
ほとんどが「笑いにチャレンジ!夜は龍宮城」の枠内で放送された。
- トラベルチャンス!

毎週テーマを決めて電話を募集、女性リスナーと電話をつなぎ、エッチな体験談の告白やあえぎ声などを聞かせていた。最後にファンファーレが鳴り、さんまが「合ー格ー!」と叫んでいた。
また、ナイター中継の延長により放送開始時間が30分以上ずれ込んだ時は、「あえぎ声スペシャル」として放送するお約束になっていて、これが大人気だったことから、番組ファンがむしろナイター延長（結果的に放送時間の短縮）を期待するという傾向まであった。
- 1000問クイズ

0:00の時報と共に始まる、聴視者参加型クイズコーナー。1日3人（女性→男性→女性）の参加、正解したリスナーには女性に『ぶんぶんこけし』男性に『ぶんぶんたこつぼ』後期には『ぶんぶんテッシュ』も有った。
- お風呂でデート
- いけないフォーカス（アカンフォーカス、アハンフォーカス）
- ラッシャー板前のドジ大作戦
- さんちゃんエイト（エースさんちゃんのクールな目）

明石家さんまによる翌日の中央競馬メインレースの予想。元々冒頭のフリートークでも競馬の話をすることが多かった。
放送当時に活躍していたスズマッハを応援しており、明日は●●競馬場でロバが走りますといった発言もあった。

### ネット局
基本的に関東ローカルだが、「SUPER ME HER さんまのアイドル丸かじり」はSTVラジオ・TBCラジオ・東海ラジオ（日曜24:00 - 24:30）・ABCラジオ（日曜23:05 - 23:35）・RCCラジオ・KBCラジオ（土曜24:05 - 24:35）（1985年春当時のネット局はSTV・TBC・東海ラジオ・ABC・RCC・KBC、1986年春当時は東海ラジオ・ABC・KBC）に、「ロッテヤンスタNo1」は東海ラジオとラジオ大阪にネットされていた。「SUPER ME HER さんまのアイドル丸かじり」は生放送を再編集したものを1週遅れで、「ロッテヤンスタNo1」は事前収録したものをニッポン放送と同日にそれぞれテープネットの形で放送していた。
なお、さんまのスケジュール事情で大阪から放送した際は、ABC・OBCのいずれのネット局でもなく、MBSから裏送りで放送されていた。